# 마르틴구

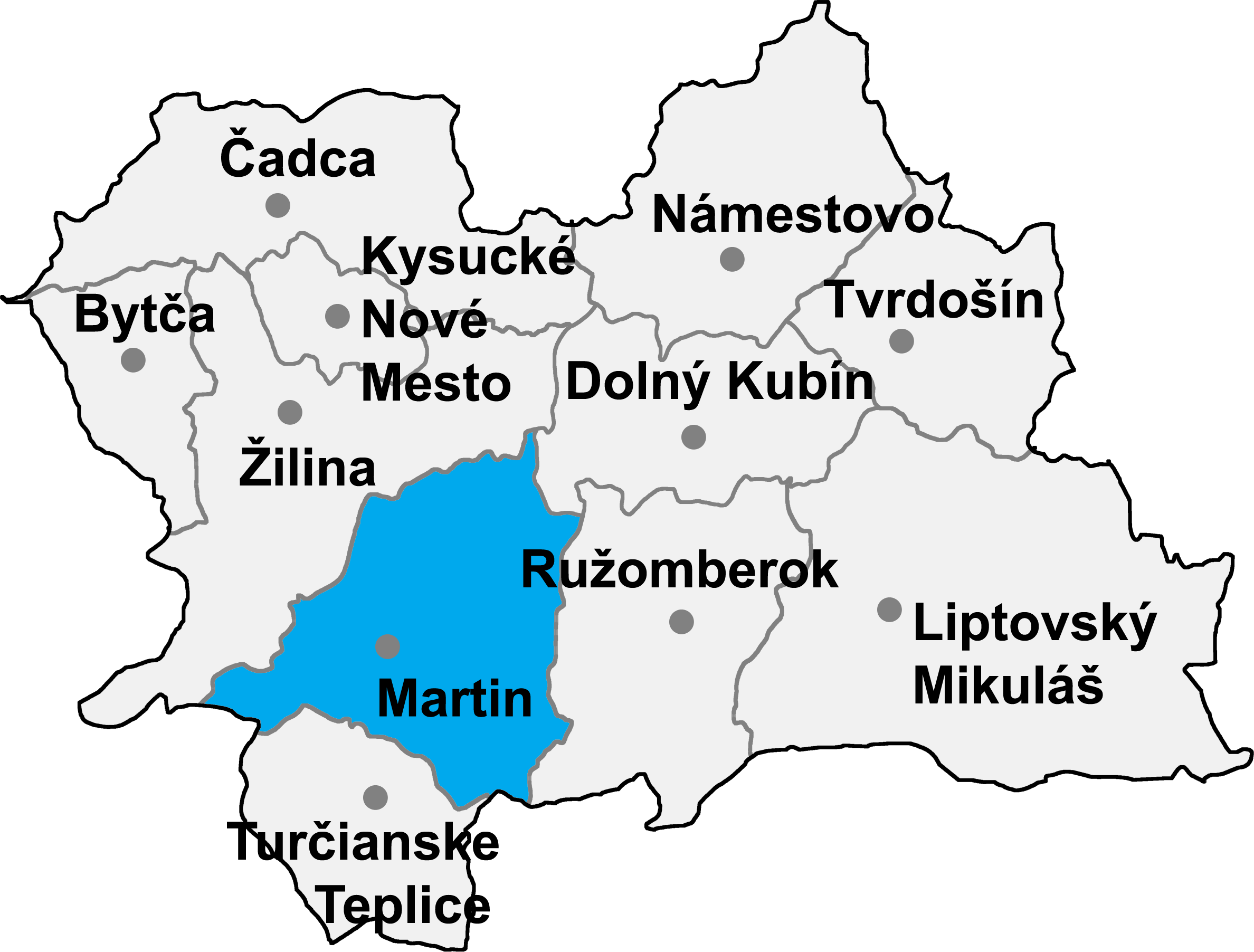
마르틴구의 위치

마르틴구(슬로바키아어: Okres Martin)는 슬로바키아 질리나주를 구성하는 11개 구 가운데 하나로 행정 중심지는 마르틴이며 면적은 735.65km2, 인구는 96,887명(2014년 기준), 인구 밀도는 131.7명/km2이다.
질리나주 중남부에 위치하며 43개 지방 자치체(3개 시, 40개 마을)를 관할한다. 서쪽과 북쪽으로는 질리나구, 북동쪽으로는 돌니쿠빈구, 동쪽으로는 루좀베로크구, 남동쪽으로는 반스카비스트리차주 반스카비스트리차구, 남쪽으로는 투르치안스케테플리체구, 남서쪽으로는 트렌친주 프리에비자구와 접한다.